# دانيال ووكر هاو
دانيال ووكر هاو (بالإنجليزية: Daniel Walker Howe)‏ هو مؤرخ أمريكي، ولد في 10 يناير 1937 في أوغدن في الولايات المتحدة.